# Bài thơ của một người yêu nước mình
Bài thơ của một người yêu nước mình là một bài thơ được sáng tác vào ngày 19 tháng 12 năm 1967 bởi tác giả Trần Vàng Sao , một nhà thơ trưởng thành trong kháng chiến chống Mỹ. Bài thơ được xem là một trong 100 bài thơ hay nhất Việt Nam thế kỷ 20 trong một cuộc thi bình chọn được phát động vào năm 2005.

## Phân tích
Bài thơ dài 155 câu  được tác giả trình bày theo lối tự do được thể hiện một cách chân thành và xúc động qua phương thức điệp từ với sự khai thác chi tiết về các hình ảnh có thật của ký ức. Nét đặc trưng của bài thơ là sự hoà quyện giữa cảm xúc trữ tình của tác giả với hình tượng đất nước, được đặt trong liên hệ với người mẹ, người thân trong gia đình, người yêu và quê hương khốn khó cùng khát vọng độc lập, tự do và khát vọng làm người chân chính.